# تيجني نويلي
تيجني نويلي (بالفرنسية: Tigny-Noyelle)‏ هي بلدية تقع في إقليم باد كاليه من منطقة نور با دو كاليه في شمال فرنسا. تبلغ مساحة هذه المدينة 6.76 (كم²)، وترتفع عن سطح البحر 26 م، يبلغ عدد سكانها 169 نسمة حسب إحصاء المعهد الوطني للإحصاء والدراسات الاقتصادية سنة 2009 م. وترأس Etienne Debruyne البلدية خلال فترة (2008-2014).